# خورشیدگرفتگی ۲۶ ژانویه ۲۰۲۸
خورشیدگرفتگی ۲۶ ژاویه ۲۰۲۸ (به انگلیسی: Solar eclipse of January 26, 2028) یک خورشیدگرفتگی از نوع خورشیدگرفتگی حلقه‌ای است. این خورشیدگرفتگی در تاریخ ۲۶ ژاویه ۲۰۲۸ میلادی روی خواهد داد که زمان اوج آن، ساعت ۱۵:۰۸:۵۹ به‌وقت ساعت هماهنگ جهانی است. مدت زمان و طول این خورشیدگرفتگی ۱۰ دقیقه و ۲۷ ثانیه خواهد بود.